# Македонски язик
„Македонски язик“ (на македонска литературна норма: Македонски јазик) е научно списание за проблемите на така наречения македонски език, издавано от Института за македонски език „Кръсте Мисирков“ при университета в Скопие, Северна Македония.
Списанието излиза периодично, най-често веднъж годишно, и в него пишат както автори от страната, така и от чужбина.

## История
Научното списание „Македонски язик“ започва да излиза като месечен бюлетин на Катедрата за македонски език при Философския факултет в Скопие през януари 1950 година по инициатива на шефа на катедрата професор Блаже Конески. В първия редакторски състав на бюлтена влизат Конески, Крум Тошев, Божидар Видоески и Радмила Угринова-Скаловска. Обемът на списанието е една и половина печатарски коли или 24-25 печатни страници, малък формат. Изданието има за цел да публикува трудовете от областта на македонския език, които най-често третират правописни, лексикални и диалекгологични въпроси. По-късно „Македонски язик“ става списание на Института за македонски език.